# Junkerdal
Junkerdal est une localité du comté de Nordland, en Norvège.

## Géographie
Administrativement, Junkerdal fait partie de la kommune de Saltdal.